# Шабельский, Павел Васильевич
Шабельский, Павел Васильевич — действительный член Главного Московского Общества Овцеводства и Императорского Общества Сельского Хозяйства Южной России.

## Биография
Первую половину своей жизни Шабельский провел на государственной службе. В 1812 году указом Императора Александра Первого Павел Васильевич назначен был в помощь бывшему министру внутренних дел князю Алексею Борисовичу Куракину для борьбы с моровой язвой, а затем и с чумой; три года он отдал этому делу и за успешное окончание его награждён был в 1814 году чином статского советника и высочайше пожалованным пожизненным пенсионом.
В 1816 году Павел Васильевич оставил службу и, всецело посвятил себя сельскому хозяйству в Ростовском уезде Донской области. Насколько важны его заслуги в этом отношении можно судить по тому, что он первый завел правильное хозяйство в Задонском крае. В первой половине XIX века он купил село Семибалки вместе с крестьянами, в котором со временем была проведена постройка усадьбы Шабельских. Последними делами Шабельского были устройство артезианского колодца в городе Таганроге и сооружение храма во имя Всех Святых в византийском стиле в местечке Шабельске, Ростовского уезда. Но он не дожил до их окончания и 16 июня 1847 года скончался семидесяти трех лет от роду в одной из своих деревень Изюмского уезда.